# Солдатська сільська рада
Солда́тська сільська́ ра́да — колишній орган місцевого самоврядування в Великописарівському районі Сумської області. Адміністративний центр — село Солдатське.

## Загальні відомості
- Населення ради: 1 124 особи (станом на 2001 рік)

## Географія
Солдатська сільська рада розташовата у північно-західній частині району і межує з Тростянецьким районом Сумської області.

## Населені пункти
Сільській раді підпорядковані населені пункти:
- с. Солдатське
- с. Крамчанка

## Склад ради
Рада складається з 16 депутатів та голови.
- Голова ради: Вискребенцева Антоніна Михайлівна
- Секретар ради: Плахоніна Тетяна Кузьмівна

### Керівний склад попередніх скликань
| Прізвище, ім'я, по батькові       | Основні відомості                                                                                     | Дата обрання | Дата звільнення |
| --------------------------------- | --- | ------------ | --------------- |
| Вискребенцева Антоніна Михайлівна | Сільський голова, 1970 року народження, освіта середня спеціальна, член Соціалістичної партії України | 26.03.2006   | 31.10.2010      |
| Вискребенцева Антоніна Михайлівна | Сільський голова, 1970 року народження, освіта середня спеціальна, позапартійна                       | 31.10.2010   |                 |

Примітка: таблиця складена за даними сайту Верховної Ради України